# Daïra d'Ouamri
La daïra d'Ouamri est une circonscription administrative algérienne située dans la wilaya de Médéa et la région du Titteri. Son chef-lieu est situé sur la commune éponyme d'Ouamri.
La daïra regroupe les trois communes d'Ouamri, Oued Harbil et Hannacha.